# Ар’є Ель-Ханані

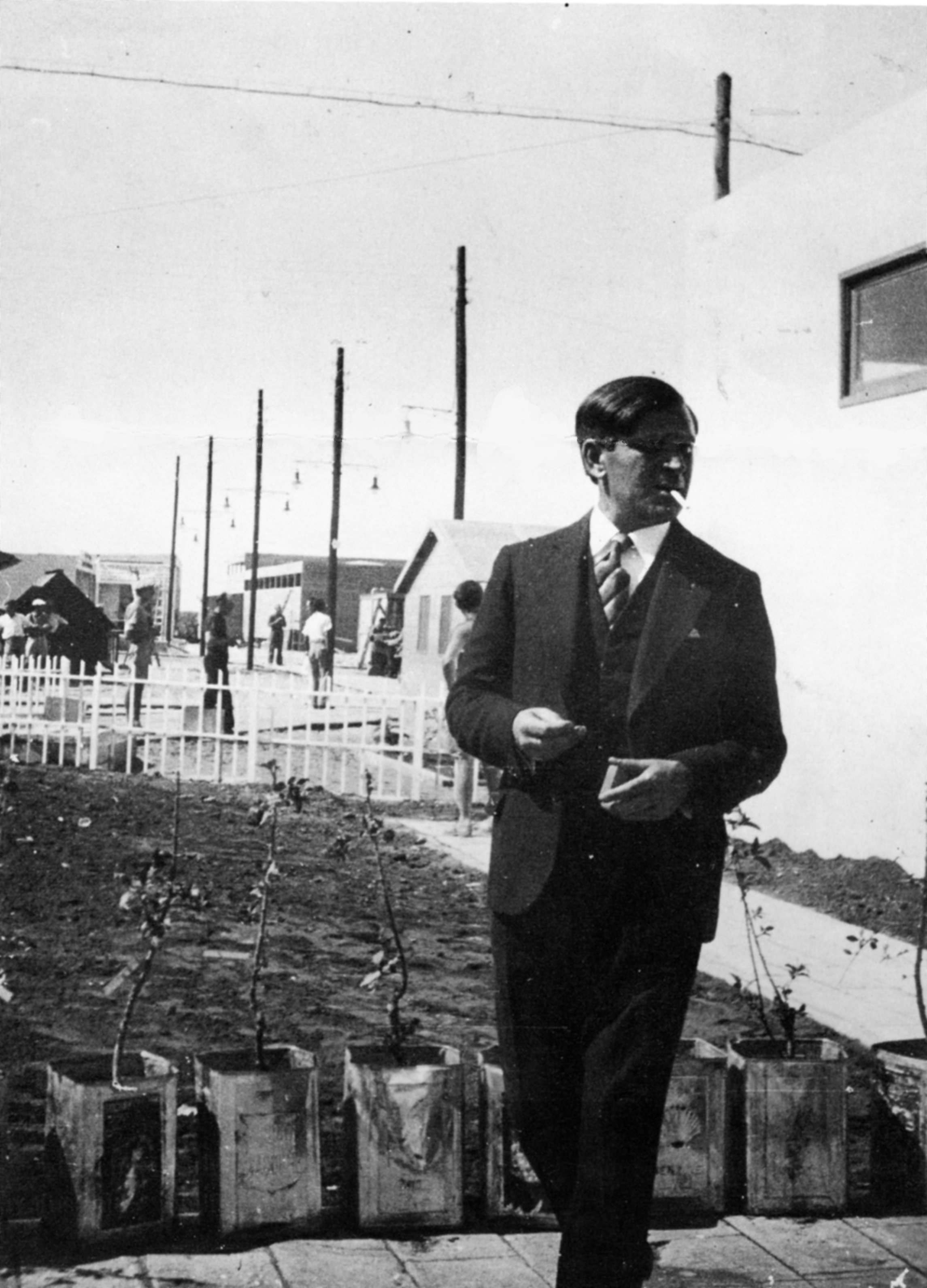
Ель-Ханані на Левантському ярмарку, 1930-ті роки

Ар'є Ель-Ханані (уроджений Сапожніков; 1898, Полтава, Російська імперія — 1985, Тель-Авів-Яфо, Ізраїль) — архітектор, лавреат премії Ізраїлю в галузі архітектури за його «внесок у формування ізраїльської культури».

## Біографія
Народився 1898 року в Полтаві, Російська імперія (нині Полтавська область, Україна), був одним з п'яти дітей Ельханана (Афанасія) Сапожнікова та Хави Ліви Сапожнікової. Його суродженці були Маня Сапожнікова, Зві (Гриша) Ельханані, Авраам Ельханані та Меїр (Міша) Ельханані.

### Освіта
У 1913—1917 роках закінчив курс архітектури в Київському художньо-архітектурному училищі.

### Художник-авангардист
1917 року приєднався до групи харківських художників, з якими створював агітаційно-революційні плакати. Брав участь в антропологічній єврейській експедиції під керівництвом Семена Ан-ського в смугу осілості, яка справила істотний вплив на російсько-єврейське авангардне мистецтво.

## Підмандатна Палестина та Ізраїль
1922 року іммігрував до підмандатної Палестини, де оселився в Єрусалимі.

### Сценічний дизайн
У 1920-х і 1930-х роках продовжив працювати в авангарному напрямку, розробляючи декорації та костюми для театральних п'єс, як-от «Нішфей Перец» (букв. «Peretz soireés»; 1926) і «Мегілат Естер» (букв. «Книга Естер»; 1930). Розробив декорації для першої постановки робітничого театру ohel (букв. «намет»), присвяченої оповіданням Ісаака Лейба Переца, і був одним із дизайнерів другої виставки ohel 1927 року.

### Ярмарковий дизайн

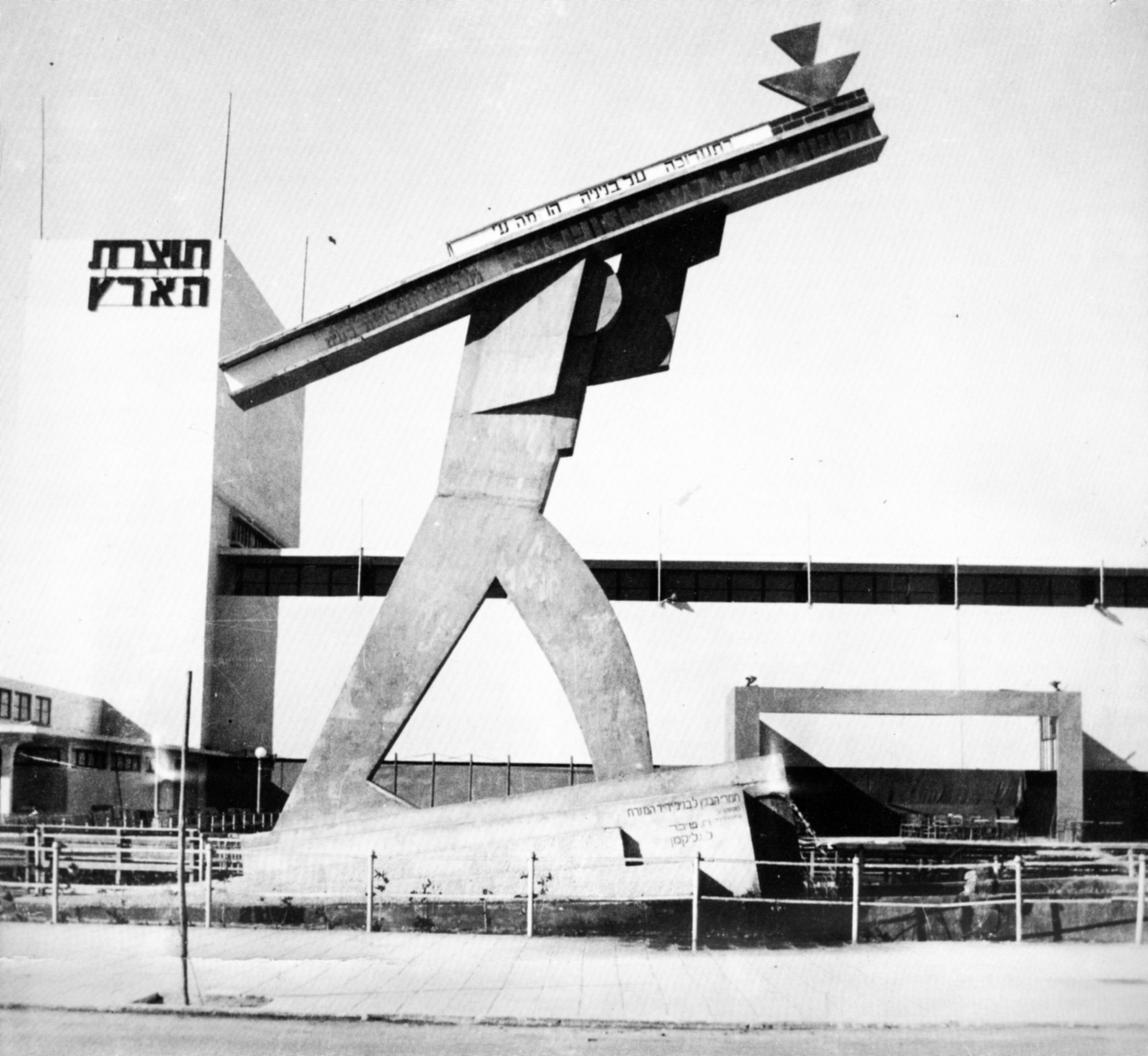
Статуя «Єврейський робітник» на Левантському ярмарку, бл. 1934 рік

Працював дизайнером виставок. 1934 року спроєктував і керував місцем проведення ярмарку Левант у Тель-Авіві. Це зробило його відповідальним за деякі будівлі та скульптури на ярмарку, зокрема, за символ ярмарку Летючого верблюда. Також для ярмарку він створив 8-метрову скульптуру в стилі російського конструктивізму, знану як «Єврейський робітник», споруджену 1934 року та відреставровану 1989 року, з заміною заліза на бетон і сталь. Згодом спроєктував павільйони для виставок за кордоном.

### Архітектура

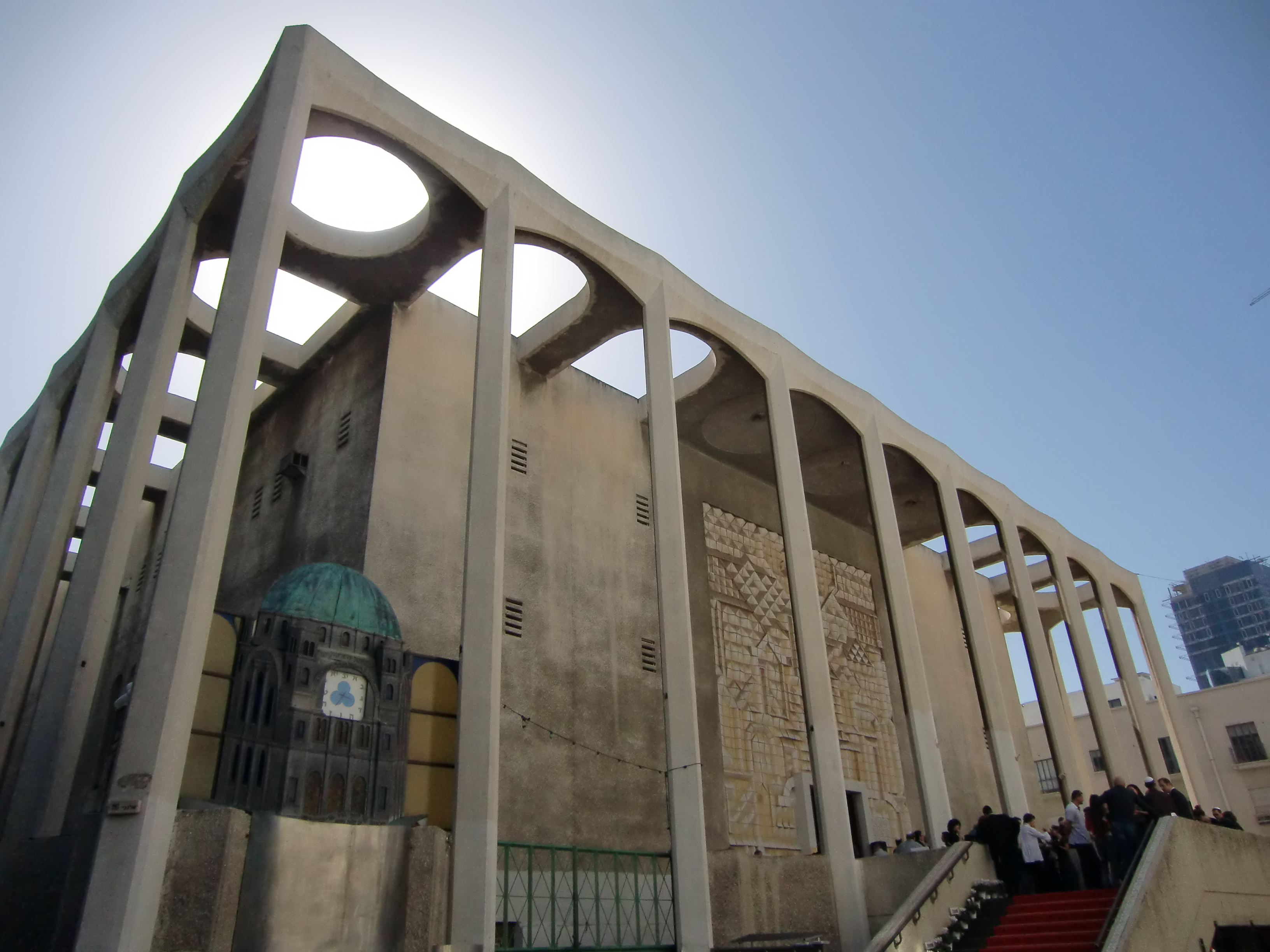
Велика синагога (Тель-Авів) після суттєвої реконструкції Ельханані (1969)

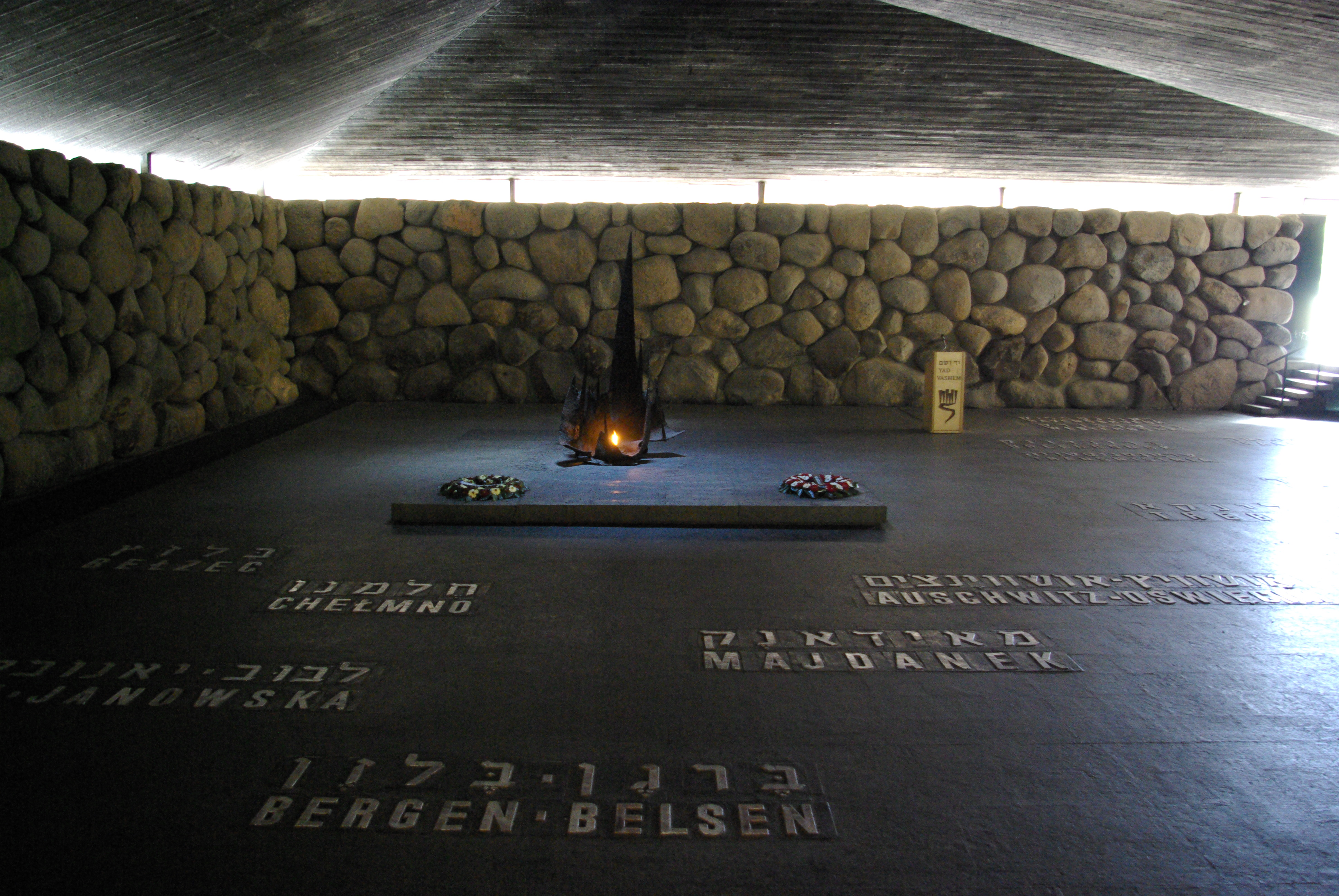
Яд Вашем, Зал Пам'яті

Ель-Ханані спроєктував низку будівель, деякі з яких стали знаковими в Ізраїлі.
Для Яд Вашем, національного меморіалу Голокосту, Ель-Ханані спроєктував Зал пам'яті (1957—1961), працюючи разом з Ар'є Шароном і Бенджаміном Ідельсоном, і був суддею на конкурсі дизайну Долини зруйнованих громад.
Спроєктував муніципальну авдиторію в Кфар-Саві, вежу Ган-Хайр у Тель-Авіві та кілька будівель Науково-дослідного інституту імені Вейцмана, серед яких бібліотека Wix (1957) є однією з найзнаніших робіт. Інші його проєкти Інституту Вейцмана — будівля Якоба Зіскінда (спільно з Ізраєлем Дікером і Урієлем Шиллером (1947) за ескізом Еріха Мендельсона, будівля Ісаака Вольфсона (1953), модернісько-бруталіський конференц-центр (1958), Міжнародний дім Чарльза Клора (з Ніссан Канаан, 1963) і Кам'яна адміністративна будівля (з Ніссан Канаан, 1966).
Після перших проєктів Інституту Вейцмана Ель-Ханані продовжив проєктувати інші будівлі для вищих навчальних закладів, наприклад Центральну бібліотеку Вюрцвейлера Університету Бар-Ілана (разом з Ніссан Канаан, 1967).

### Інші дизайнерські роботи
Окрім сценічного дизайну, Ельханані також працював у сферах графічного дизайну, скульптури та типографіки.
Російський авангардний стиль можна легко впізнати в його роботах для івритомовного щомісячного молодіжного журналу «Moledeth» («Батьківщина»), який виходив у 1920-х роках на Землі Ізраїльській.
Розробив логотипи додержавного воєнізованого формування Пальмаха, а пізніше Армії оборони Ізраїлю.

## Визнання
- Премія Ізраїлю в галузі архітектури, надана Ель-Ханані 1973 року[6].
- Премія Ельханані за інтеграцію мистецтва й архітектури, названа на його честь і надана його родиною та Фондом Єгошуа Рабіновіча[8].

## Особисте життя
Був одружений з Сарою, з якою мав двох дітей, зокрема дочку Міхал (пізніше Міхал Голан).